# Gustaf Spaldencreutz
Gustaf Spaldencreutz (född Spalding), född 24 september 1709 i Norrköping, död 11 december 1778 i Stockholm, var en svensk lagman. 

## Biografi
Gustaf Spaldencreutz föddes 1709 i Norrköping. Han var son till brukspatronen Georg Spalding och Sofia Christofferssen i Ringarums församling. Spaldencreutz studerdate vid Katedralskolan, Strängnäs och blev 5 mars 1728 student vid Uppsala universitet. Han blev 11 oktober 1735 auskultant i bergskollegium och 1736 auskultant i Göta hovrätt. Spaldencreutz blev 1738 vice häradshövding i Östergötland och fick tillmakt 25 augusti 1741. Han adlades 8 september 1756 till Spaldencreutz och introducerades 1773 som nummer 1986. Den 15 november 1763 fick han titeln lagman och avled 1778 i Stockholm.
Spaldencreutz fick vid faderns död, andelarna i Gusums bruk.

### Familj
Spaldencreutz gifte sig 6 januari 1742 med Altea Johanna Adelswärd (1723–1775). Hon var dotter till ryttmästaren Johan Adelswärd och Altea Silfverström. De fick tillsammans barnen Gustaf Spaldencreutz (1742–1742), Altea Sofia Spaldencreutz (1744–1780) som var gift med översten Fredrik Ulrik Funck, Anna Christina Spaldencreutz (1746–1815) som var gift med ryttmästaren Nils Rosenstierna, lagmannen Johan Adolf Spaldencreutz (1747–1794), Ulrika Spaldencreutz (1749–1749) och Ulrika Spaldencreutz (1751–1827) som var gift med översten Carl Pfeiff och klädesfabrikören Adolf Fredrik Lytkens.